# Željko Pavlović
Željko Pavlović (* 2. März 1971 in Sarajevo) ist ein ehemaliger kroatischer Fußballspieler.

## Karriere
Pavlović begann seine Profikarriere beim FK Sarajevo im heutigen Bosnien-Herzegowina. Nach  guten Leistungen wechselte der Torwart zu Croatia Zagreb. Über seinen nächsten Klub NK Zagreb kam er dann nach Österreich zum FC Linz. Nach der Fusion der beiden Linzer Großvereine spielte er von 1997 bis 2001 für den LASK. Nach dem Abstieg der Linzer in die zweite Leistungsstufe ging der Tormann zum RSC Anderlecht, konnte sich jedoch nicht durchsetzen. Nach zwei Jahren in Belgien ging es zurück nach Österreich, diesmal zu Austria Salzburg, aber auch dort reichte es nicht zum Stammtorwart. Nach einem halben Jahr beim FC Kärnten in der zweiten Liga ging der Kroate 2004 zu FC Wacker Tirol, wo sein Vertrag im Sommer 2008 nicht mehr verlängert wurde.
Pavlović spielte sieben Mal im kroatischen Nationalteam.